# Nonkululeko Nyembezi-Heita
Nonkululeko Merina Cheryl Nyembezi-Heita, Nku (sinh ngày 22 tháng 3 năm 1960) là một giám đốc kinh doanh Nam Phi, hoạt động trong lĩnh vực thép, viễn thông và tài chính
 Từ tháng 3 năm 2014, bà là CEO của Tập đoàn khai thác mỏ Hà Lan, IchorCoal N.V.

## Tiểu sử
Nyembezi-Heita sinh ra ở Pietermaritzburg, Nam Phi, nơi cha bà là một luật sư. Bà có một người anh trai (Manqoba Nyembezi) và một cô em gái (Ndo Nyembezi). Được sinh ra trong một gia đình Methodist, bà theo học trường tiểu học Bantu ở Clermont, KwaZulu-Natal, trước khi bắt đầu học trung học cơ sở
tại trường Inanda Seminary School gần Durban. Cô đạt kết quả đặc biệt xuất sắc về khoa học và toán học, trở thành học sinh đứng đầu Nam Phi của năm trong kỳ thi chứng chỉ Junior. Sau khi nhận bằng tốt nghiệp trung học, bà được trao học bổng mở của tập đoàn American American Open Scholarship. Bà tốt nghiệp ngành kỹ thuật điện tại Đại học Manchester Viện Khoa học và Công nghệ và lấy bằng Thạc sĩ Khoa học của Viện Công nghệ California. Bà cũng có bằng MBA của trường đại học mở Open University Business School.
Sau lần đầu tiên làm việc ở các vị trí khác nhau ở IBM Hoa Kỳ và Nam Phi (1986–98), bà chuyển sang Quản lý vốn liên minh nơi bà đứng đầu các dịch vụ tài chính. Năm 2008, bà được bổ nhiệm làm giám đốc điều hành của ArcelorMittal Nam Phi trong sáu năm. Vào tháng 3 năm 2014, cô giữ cương vị CEO của IchorCoal. Nyembezi-Heita cũng làm việc cho một số công ty khác.
Năm 2012, Nyembezi-Heita xếp hạng 97 trong danh sách 100 phụ nữ quyền lực nhất thế giới của tạp chí Forbes.